# دوباره همدیگر را خواهیم دید

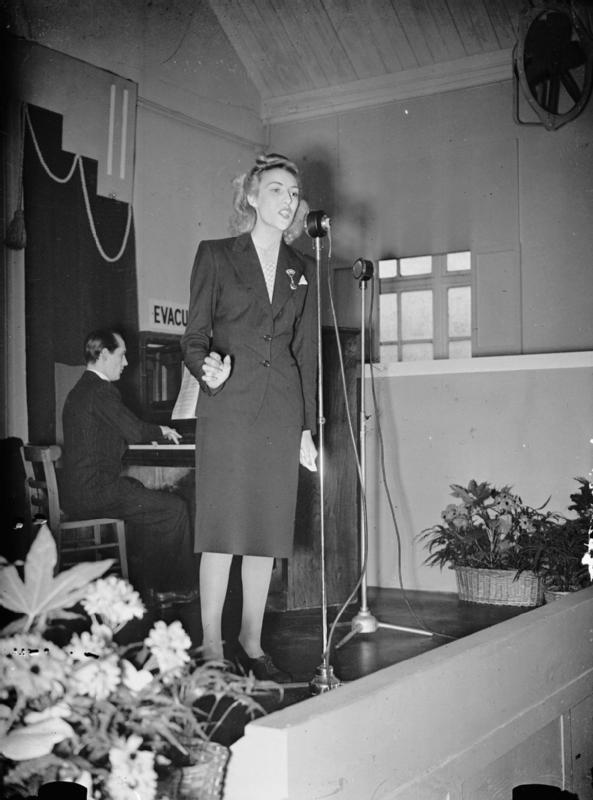
خواننده و بازیگر مشهور بریتانیایی ویرا لین است.

«دوباره همدیگر را خواهیم دید» (به انگلیسی: We'll Meet Again) نام ترانه معروفی از خواننده و بازیگر مشهور بریتانیایی ویرا لین است. این ترانه در سال ۱۹۳۹ در زمان جنگ جهانی دوم تصنیف شده‌است و موضوع آن در ارتباط با کشته شدن سربازان در جنگ و خانواده‌ها و معشوقه‌هایشان است. این ترانه نگاهی خوشبینانه به جنگ دارد، چرا که بسیاری از سربازان برای دیدن دوباره معشوقه‌هایشان زنده نماندند.بعلاوه مکان و زمان نامشخص ملاقات دوباره در مضمون شعر که قرار است در آینده‌ای نزدیک رخ دهد، از دیدگاه افرادی که معشوقه خود را از دست دادند، اشاره به بهشت است.
در سال ۱۹۴۳ فیلم موزیکالی با همین عنوان و با هنرنمایی ویرا لین ساخته شده‌است. همچنین از این موسیقی در فیلم دکتر استرنجلاو یا: چگونه یاد گرفتم که از بمب نترسم و آن را دوست داشته باشم (۱۹۶۴) به کارگردانی استنلی کوبریک و سریال تلویزیونی کاراگاه خواننده (۱۹۸۶) که از شبکه بی بی سی پخش می‌شد نیز استفاده شده‌است.
در جریان جنگ سرد، این ترانه در ۲۰ ایستگاه رادیویی زیرزمینی سرویس پخش برنامه‌های بی بی بسی در زمان جنگ نگهداری و به منظور گسترش اطلاع رسانی و بالا بردن روحیه عمومی، بارها و بارها به مدت ۱۰۰ روز پس از حمله اتمی پخش می‌شد.